# Viola Elisabeth av Cieszyn
Viola Elisabeth av Cieszyn, född 1291, död 1317, var drottning av Böhmen, Polen och Ungern, gift 1305 med kung Wenzel III av Böhmen, Polen och Ungern. 
Hennes far hertig Miezsko I av Cieszyn var en vasall; äktenskapet betraktades som en mesallians, och orsaken till det är okänt. Viola beskrivs som en skönhet och antog efter vigseln namnet Elisabeth. Äktenskapet var barnlöst. Efter makens död hade hon ingenstans att ta vägen och bosatte sig med sin före detta svägerska Elisabeth i ett kloster. Då Elisabeth blev drottning blev Viola bortgift med dennas anhängare Peter I av Rosenberg år 1316. Hon dog barnlös.   